# Una moglie ideale (film 1999)
Una moglie ideale (The Sex Monster) è un film del 1999 scritto e diretto da Mike Binder.

## Trama
iMarty Barnes, un frenetico imprenditore edile di Los Angeles, per ravvivare la sua vita sessuale con la moglie Laura, decide di coinvolgere un'altra donna per un rapporto a tre. Laura, benché inizialmente restia, finisce con l'accettare la sua proposta, principalmente per amore del marito.
Quando una sera, invitando a cena la collega di Laura, Didi, tutto succede realmente, il sogno di Marty comincia a divenire progressivamente un incubo: Laura scopre infatti con piacere un lato di sé che non sapeva o pensava di avere e diviene presto una focosa amante saffica con la quale diverse donne, compresa la sorella di Marty e le mogli dei suoi colleghi, vanno a letto.
Quando Marty scampa ad una malattia diagnosticata per tempo, la salute di lui preoccupa Laura che sembra tornare in sé e le promette di non avere più relazioni sessuali con altre donne, tornando fedele al loro matrimonio.
Tuttavia, proprio quando un giorno Marty è in procinto di chiudere un grosso affare con Dave Pembroke, la moglie di quest'ultimo socializza con Laura e si rivela anch'ella bisessuale e tra le due scatta una certa attrazione. Qualche giorno dopo, l'attraente donna si presenta senza preavviso a casa di Laura con intenzioni alquanto esplicite e quest'ultima si ritrova rapidamente seminuda nella sua camera da letto assieme alla sua nuova partner: quest'ultima però non vuole limitarsi al "convenzionale" rapporto ed invita Laura a legarla al suo letto.
Laura accetta, ma finirà col farsi scoprire da Marty, rincasato poco dopo, che ripiomba di nuovo in uno stato di abbattimento: in quel frangente, la moglie si sfoga e lo accusa di essere lui la vera causa della situazione, avendole fatto insorgere questa sua tendenza sessuale.
A complicare ulteriormente le cose arriva immediatamente dopo Dave Pembroke, venuto a fargli visita per concludere l'importante affare: nello scoprire sua moglie seminuda e legata a letto quest'ultimo, sulle prime, prova a linciare Marty, credendo in una tresca tra i due, poi quando apprende la verità, su stessa confessione di Laura, offende  pesantemente la donna. Marty difende strenuamente la sua compagna ed infine fa allontanare il suo ormai ex-socio in affari, che molla lì tutto, moglie compresa.
Nell'epilogo tragicomico, Laura capisce come nonostante tutto Marty la ami ancora e la scena finale vede la coppia ritrovata pranzare in un ristorante di lusso, dove Laura con accenno scherzoso e con lo stesso modo utilizzato dal marito stesso all'inizio, chiede a Marty cosa pensi del suo nuovo collega parrucchiere e se sia aperto a nuove esperienze.